# ヨハン・リーヴァ
ヨハン・リーヴァ (Johan Patrik Mattias Liiva、1970年11月18日 - )は、スウェーデン・ヘルシンボリ出身のヘヴィメタルミュージシャン。アーチ・エネミーの元ボーカリストとして著名。その他に、カーネイジ、ファーボウルなども活動していた。現在は、ハース、ノンイグジストで活動している。

## 略歴
1987年にスラッシュメタルバンド、Mortal Abuseで活動を開始する。Mortal Abuseではドラムスを担当した。Mortal Abuseには、後にカーネイジ、エントゥームド、スピリチュアル・ベガーズで活動するジョニー・ドルデヴィック (G)も参加していた。Mortal Abuseは1988年にデモを作成するがすぐに解散してしまう。1988年に友人のマイケル・アモットと共にデスメタルバンド、カーネイジを結成。パートはボーカルとベース。2本のデモ『The Day Man Lost』、『Infestation of Evil』に参加する。しかし、1stアルバムのレコーディング前に脱退。脱退前後に、Hydr Hydrにボーカルとして加入。Hydr Hydrには、後にカダヴァーで活動するアンダース・オデン (Ds)、L.J. Balvaz (G)が参加していた。Hydr Hydrはデモを2本作成した後、解散している。脱退後の1990年に、Devourmentに加入。Devourmentは、1991年にファーボウルにバンド名を変更している。ファーボウルでは、ボーカルとベースに加えてギターも兼任した。ファーボウルは、1992年に1stアルバム『Those Shredded Dreams』をリリースしデビューする。同アルバムにはマイケル・アモットもゲスト参加している。その後、1994年に2ndアルバム『The Autumn Years』をリリース。リリース後、ヨハンはファーボウルを脱退する。ファーボウルはWonderflowにバンド名を再変更するも、ミニアルバム『20th Century Egyptian』をリリースしたのみで、その後は目立った活動は無く、活動を停止している。

### アーチ・エネミー
1995年にマイケル・アモットのデスメタルプロジェクトバンドのアーチ・エネミーに加入。1996年に、1stアルバム『Black Earth』をリリースしデビューする。同年にはカテドラルのサポートアクトとして初来日。1998年に2ndアルバム『Stigmata』をリリース。同年にも来日公演を行っている。翌1999年には、早くも3rdアルバム『Burning Bridges』をリリース。同アルバムリリース後、アーチ・エネミーは初のツアーを行う。同ツアー中の日本でのライヴ音源が、2000年にライヴアルバム『Burning Japan Live 1999』としてリリースされた。しかし、2000年10月にヨハンはライヴでのパフォーマンスの悪さを理由にアーチ・エネミーを解雇された。この解雇は、ヨハンが副業だった印刷会社の経営から手を引き、アーチ・エネミーに専念しようとしていた矢先の出来事だった。

### アーチ・エネミー脱退後
アーチ・エネミーを解雇された2000年に、WARミュージックからの紹介でアンドロメダで活動するヨハン・レインホルツ (G,B)と出会い、ノンイグジストを結成。ノンイグジストには、当時デフレッシュド、ダーク・フューネラルのドラマー、マッテ・モーディン (Ds)も参加している。2002年に1stアルバム『Deus Deceptor』をリリースするも、メンバーが個々の活動で忙しく、ノンイグジストは活動休止状態が続いた。
2003年に、元ファーボウルのマックス・ソーネルとマックスの友人のマティアス・リュングで、ハースを結成。以後、ハースをメインバンドとして活動する。
2008年には、ファーボウルを最初の名前Devourmentで再結成している。更に2012年に、長らく活動休止状態だったノンイグジストが再始動する。ノンイグジストはマッテが脱退し、ヨハン・リーヴァとヨハン・レインホルツの2人での再始動となった。

## ディスコグラフィ

### Max And The Chainsaws
- Max And The Chainsaws 7" (EP) (1989)

### カーネイジ
- The Day Man Lost (Demo) (1989)
- Infestation Of Evil (Demo) (1989)

### ファーボウル
- Those Shredded Dreams (1992)
- The Autumn Years (1994)

### アーチ・エネミー
- Black Earth (1996)
- Stigmata (1998)
- Burning Bridges (1999)
- Burning Japan Live 1999 (2000)
- Wages of Sin (Disc 2) (2001)

### ノンイグジスト
- Deus Deceptor (2002)

### ハース
- Dominion Reptilian (2003)
- Armageddon, Mon Amour (2004)
- The Last Ordeal (2005)
- In These Veins (2006)
- Single Ticket To Paradise (2009)

### ゲスト参加
- Necrony — vocals on Pathological Performances (1993)
- Birdflesh — Alive Autopsy/Trip To The Grave (2001/2004)
- Manipulated Slaves — backing screams on The Legendary Black Jade (2002)
- Legen Beltza — vocals on Dimension Of Pain (2006)
- Synastry — vocals on track "Visions of Anger" from album Blind Eyes Bleed (2008)
- Oceans of Sadness — on track "In The End" from album The Arrogance of Ignorance (2008)

## 参加バンド
- ハース - ボーカル、ベース (2003 - )
- ノンイグジスト - ボーカル (2000 - 2003、2012 - )
- アーチ・エネミー - ボーカル、(ベース (1995 - 1996)) (1995 - 2000)
- Devourment(1990 - 1991、2008 - )、ファーボウル (1991 - 1994) - ボーカル、ベース、(ギター (1991 - 1994)) (1990 - 1994、2008 - )
- カーネイジ - ボーカル、ベース (1989)
- Hydr Hydr - ボーカル (1990)
- Mortal Abuse - ドラムス (1987 - 1988)